# MP 40
Maschinenpistole 40 är en tysk kulsprutepistol som användes i stor skala av Nazityskland under andra världskriget.
Ammunitionen som används till detta vapen är 9 mm Parabellum, en än idag vanligt förekommande pistolammunition. Magasinkapacitet är 32 patroner men i fält fann man att ett fullt magasin oftare ledde till eldavbrott så oftast laddades magasinen med 30 eller färre patroner (detta i likhet med de andra kulsprutepistolerna som hade samma sorts magasin vid denna tid).
Den första versionen av vapnet, MP 38, i produktion från 1938 var tänkt att vara ett vapen för de tyska fallskärmsjägarna men med tiden delades vapnet ut bland andra truppslag. MP 38 var dock dyr att framställa, och ersattes därför 1940 av MP 40 som tillverkades helt av utstansade stålplåtsdelar och med ett grepp av konstmaterial. Erfarenheter från fälttåget i Polen, där avsaknaden av säkring på MP 38 visade sig leda till många vådaskjutningar ledde till att MP 40 även försågs med säkring. Under kriget tillverkades över 1.000.000 k-pistar av modell MP 40. Magasinet i MP 40 hade plats för 32 patroner, en senare version av vapnet utvecklade en variant, MP 40II som hade två sammankopplade magasin med plats för 64 patroner. På grund av en komplicerad mekanism på vapnet och den stora vikten som gjorde vapnet otympligt blev det ingen framgång.
MP 43 togs fram som en vidareutveckling av MP 40, men detta vapen kom snarast att utvecklas till en automatkarbin. Sedan vapnet visat sig framgångsrikt döptes senare varianter om till Sturmgewehr 44.
Till en början skedde denna utdelning endast till pluton- och gruppchefer men efter att tyska trupper mött sovjetiska förband i strid vars huvudbeväpning bestod av kulsprutepistoler istället för gevär och stött på problem att bekämpa dem i närstrid (som i stadsterräng), skapade man förband vars huvudbeväpning var MP 40 istället för repetergeväret Kar 98k.
Ofta något felaktigt benämnd Schmeisser efter Hugo Schmeisser som konstruerade MP 18. Han var dock inte inblandad i designen av MP 40. Istället var det maskinfirman ERMA:s ingenjörer som stod bakom.

## Användare
Algeriet
 Österrike
 Bosnien-Hercegovina
 Bulgarien
 Kroatien
 Tjeckoslovakien
 Frankrike
 Grekland
 Guatemala
 Ungern
 Indonesien
 Israel
 Nazityskland
 Norge
 Polen
 Rumänien
 Sovjetunionen
 Syrien
 Spanien
 USA
 Sydvietnam
 Vietnam
 Jugoslavien
 Zimbabwe